# Scottish Premier League 1998-1999
La Scottish Premier League 1998-1999 (denominata per ragioni di sponsorizzazione Bank of Scotland Scottish Premier League) è stata la 102ª edizione della massima serie del campionato scozzese di calcio (la prima con la nuova denominazione Scottish Premier League), disputato tra il 1º agosto 1998 e il 23 maggio 1999 e concluso con la vittoria dei Rangers, al loro quarantottesimo titolo.
Capocannoniere del torneo è stato Henrik Larsson (Celtic) con 29 reti.

## Stagione

### Novità
La stagione 1998-99 è strata ricca di cambiamenti nel panorama calcistico scozzese. L'8 settembre 1997, i club che facevano parte della Premier Division decisero di separarsi dalla Scottish Football League e formare una lega a sé stante, sulla falsariga di quanto successo in Inghilterra nel 1992. Nacque così la Scottish Premier League (SPL). Questa decisione è stata alimentata dalla volontà dei migliori club scozzesi di trattenere una parte maggiore delle entrate generate da campionato. In origine, infatti, le entrate generate grazie alle sponsorizzazioni e ai diritti televisivi erano divisi in modo proporzionale tra tutti i club delle quattro divisioni. Dopo la formazione della Premier League, i club trattennero invece tutti i guadagni ad eccezione di un pagamento annuale alla SFL e a un paracadute per le squadre retrocesse.
Il nuovo campionato ha seguito lo stesso formato della Premier Division della stagione precedente, con le dieci squadre che si affrontano quattro volte, due in casa e due in trasferta, per un totale di 36 giornate. L'Hibernian, retrocesso in Prima Divisione dopo essere arrivato ultimo nella Premier Division 1997-98 è stato sostituito dal Dundee, campione della Prima Divisione della stagione precedente.
In ambito europeo, l'abolizione della Coppa delle Coppe e il cambio di formula della Coppa UEFA videro ridurre a 2 gli slot dedicati alla Scozia. La Federazione decise di qualificare la seconda migliore squadra del campionato più la vincente della Scottish Cup.

### Avvenimenti
I Rangers hanno vinto il titolo il 2 maggio 1999, con 3 partite ancora da disputare.

## Squadre partecipanti
| Club          | Stagione | Città       | Stadio             | Stagione precedente                           |
| ------------- | -------- | ----------- | ------------------ | --------------------------------------------- |
| Aberdeen      | dettagli | Aberdeen    | Pittodrie Stadium  | 6º posto in Scottish Premier Division         |
| Celtic        | dettagli | Glasgow     | Celtic Park        | 1º posto in Scottish Premier Division         |
| Dundee        | dettagli | Dundee      | Dens Park          | 1º posto in Scottish First Division, promosso |
| Dundee Utd    | dettagli | Dundee      | Tannadice Park     | 7º posto in Scottish Premier Division         |
| Dunfermline   | dettagli | Dunfermline | East End Park      | 8º posto in Scottish Premier Division         |
| Hearts        | dettagli | Edimburgo   | Tynecastle Stadium | 3º posto in Scottish Premier Division         |
| Kilmarnock    | dettagli | Kilmarnock  | Rugby Park         | 4º posto in Scottish Premier Division         |
| Motherwell    | dettagli | Motherwell  | Fir Park           | 9º posto in Scottish Premier Division         |
| Rangers       | dettagli | Glasgow     | Ibrox Stadium      | 2º posto in Scottish Premier Division         |
| St. Johnstone | dettagli | Perth       | McDiarmid Park     | 5º posto in Scottish Premier Division         |

## Classifica finale
Fonte:
|       | Pos. | Squadra       | Pt | G  | V  | N  | P  | GF | GS | DR  |
| ----- | ---- | ------------- | -- | -- | -- | -- | -- | -- | -- | --- |
|       | 1.   | Rangers       | 77 | 36 | 23 | 8  | 5  | 78 | 31 | +47 |
| [ 4 ] | 2.   | Celtic        | 71 | 36 | 21 | 8  | 7  | 84 | 35 | +49 |
|       | 3.   | St. Johnstone | 57 | 36 | 15 | 12 | 9  | 39 | 38 | +1  |
| [ 5 ] | 4.   | Kilmarnock    | 56 | 36 | 14 | 14 | 8  | 47 | 29 | +18 |
|       | 5.   | Dundee        | 46 | 36 | 13 | 7  | 16 | 36 | 56 | -20 |
|       | 6.   | Hearts        | 42 | 36 | 11 | 9  | 16 | 44 | 50 | -6  |
|       | 7.   | Motherwell    | 41 | 36 | 10 | 11 | 15 | 35 | 54 | -19 |
|       | 8.   | Aberdeen      | 37 | 36 | 10 | 7  | 19 | 43 | 71 | -28 |
|       | 9.   | Dundee Utd    | 34 | 36 | 8  | 10 | 18 | 37 | 48 | -9  |
|       | 10.  | Dunfermline   | 28 | 36 | 4  | 16 | 16 | 28 | 59 | -31 |

Legenda:
      Campione di Scozia e qualificata in UEFA Champions League 1999-2000.
      Qualificata al turno di qualificazione della Coppa UEFA 1999-2000.
      Retrocesso in Scottish First Division 1999-2000.
Regolamento:
Tre punti a vittoria, uno a pareggio, zero a sconfitta.
A parità di punti, le posizioni in classifica venivano determinate sulla base della differenza reti.

## Statistiche

### Squadre

#### Capoliste solitarie
|    | ——  | ——  | ——      | ——      | ——      | —— | —— | ——      | ——      | ——      | ——      | ——      | ——      | ——      | ——      | ——      | ——      | ——      | ——      | ——      | ——      | ——      | ——      | ——      | ——      | ——      | ——      | ——      | ——      | ——      | ——      | ——      | ——      | ——      | ——      | —— |  |
|    | Abr | Hea | Rangers | Rangers | Rangers |    |    | Rangers | Rangers | Rangers | Rangers | Rangers | Rangers | Rangers | Rangers | Rangers | Rangers | Rangers | Rangers | Rangers | Rangers | Rangers | Rangers | Rangers | Rangers | Rangers | Rangers | Rangers | Rangers | Rangers | Rangers | Rangers | Rangers | Rangers | Rangers |    |  |
|    |     |     |         |         |         |    |    |         |         |         |         |         |         |         |         |         |         |         |         |         |         |         |         |         |         |         |         |         |         |         |         |         |         |         |         |    |  |
|    |     |     |         |         |         |    |    |         |         |         |         |         |         |         |         |         |         |         |         |         |         |         |         |         |         |         |         |         |         |         |         |         |         |         |         |    |  |
| 1ª | 2ª  | 3ª  | 4ª      | 5ª      | 6ª      | 7ª | 8ª | 9ª      | 10ª     | 11ª     | 12ª     | 13ª     | 14ª     | 15ª     | 16ª     | 17ª     | 18ª     | 19ª     | 20ª     | 21ª     | 22ª     | 23ª     | 24ª     | 25ª     | 26ª     | 27ª     | 28ª     | 29ª     | 30ª     | 31ª     | 32ª     | 33ª     | 34ª     | 35ª     | 36ª     |    |  |

### Individuali

#### Classifica marcatori
Fonte:
| Gol |  |  | Giocatore      | Squadra              |
| --- |  |  | -------------- | -------------------- |
| 29  |  |  | Henrik Larsson | Celtic               |
| 19  |  |  | Rod Wallace    | Rangers              |
| 16  |  |  | Billy Dodds    | Dundee Utd           |
| 14  |  |  | Eoin Jess      | Aberdeen             |
| 13  |  |  | Robbie Winters | Aberdeen             |
| 11  |  |  | Gary McSwegan  | Hearts               |
| 11  |  |  | Jörg Albertz   | Rangers              |
| 9   |  |  | Craig Burley   | Celtic               |
| 9   |  |  | Eddie Annand   | Dundee               |
| 9   |  |  | Stéphane Adam  | Hearts               |
| 8   |  |  | Neil McCann    | Hearts               |
| 8   |  |  | Mark Burchill  | Celtic               |
| 8   |  |  | Andy Smith     | Dunfermline Athletic |

### Media spettatori
Fonte:
| Club          | Pos. | Media  |
| ------------- | ---- | ------ |
| Celtic        | 1    | 59 233 |
| Rangers       | 2    | 49 094 |
| Hearts        | 3    | 14 232 |
| Aberdeen      | 4    | 12 713 |
| Kilmarnock    | 5    | 11 184 |
| Dundee Utd    | 6    | 9 187  |
| Motherwell    | 7    | 8 533  |
| Dunfermline   | 8    | 7 375  |
| Dundee        | 9    | 7 178  |
| St. Johnstone | 10   | 7 038  |